# Johann Michael Neder

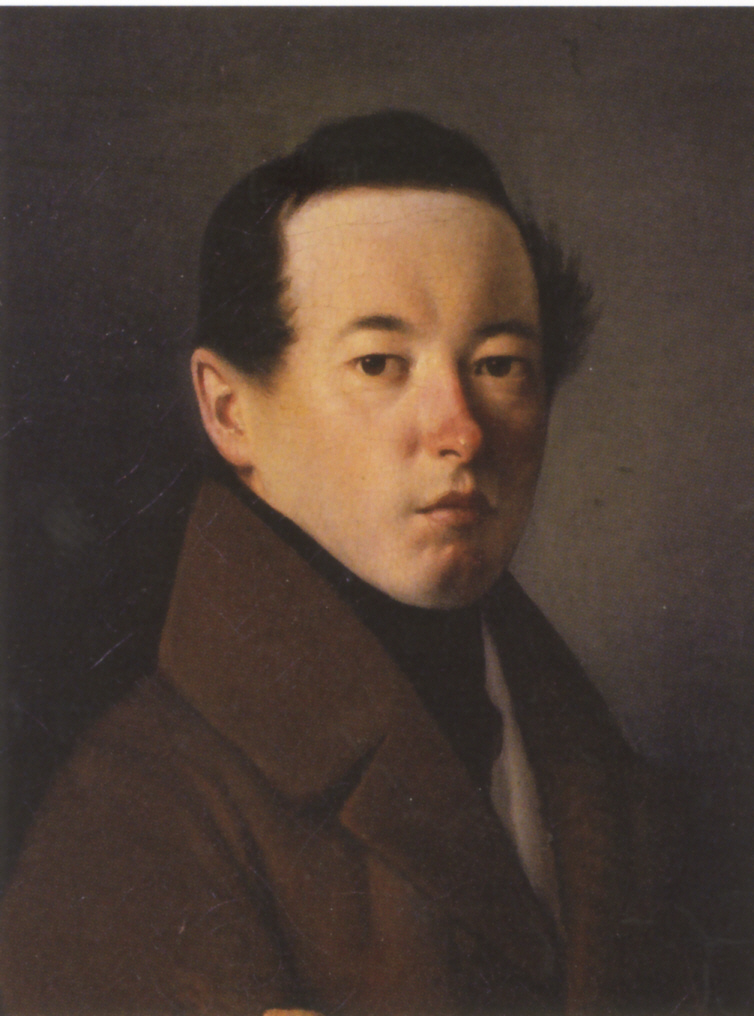
Selbstbildnis

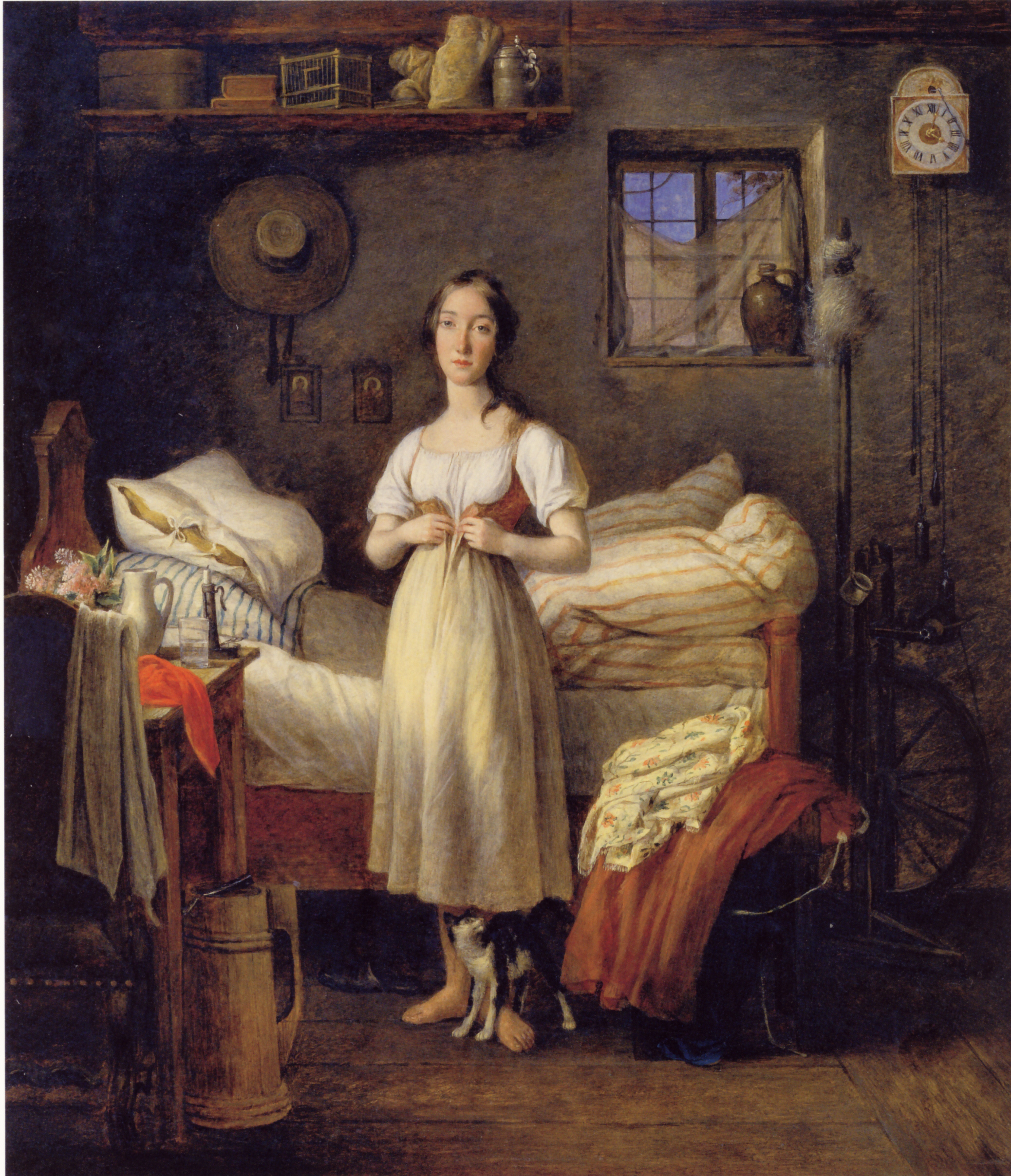
Morgentoilette eines Mädchens

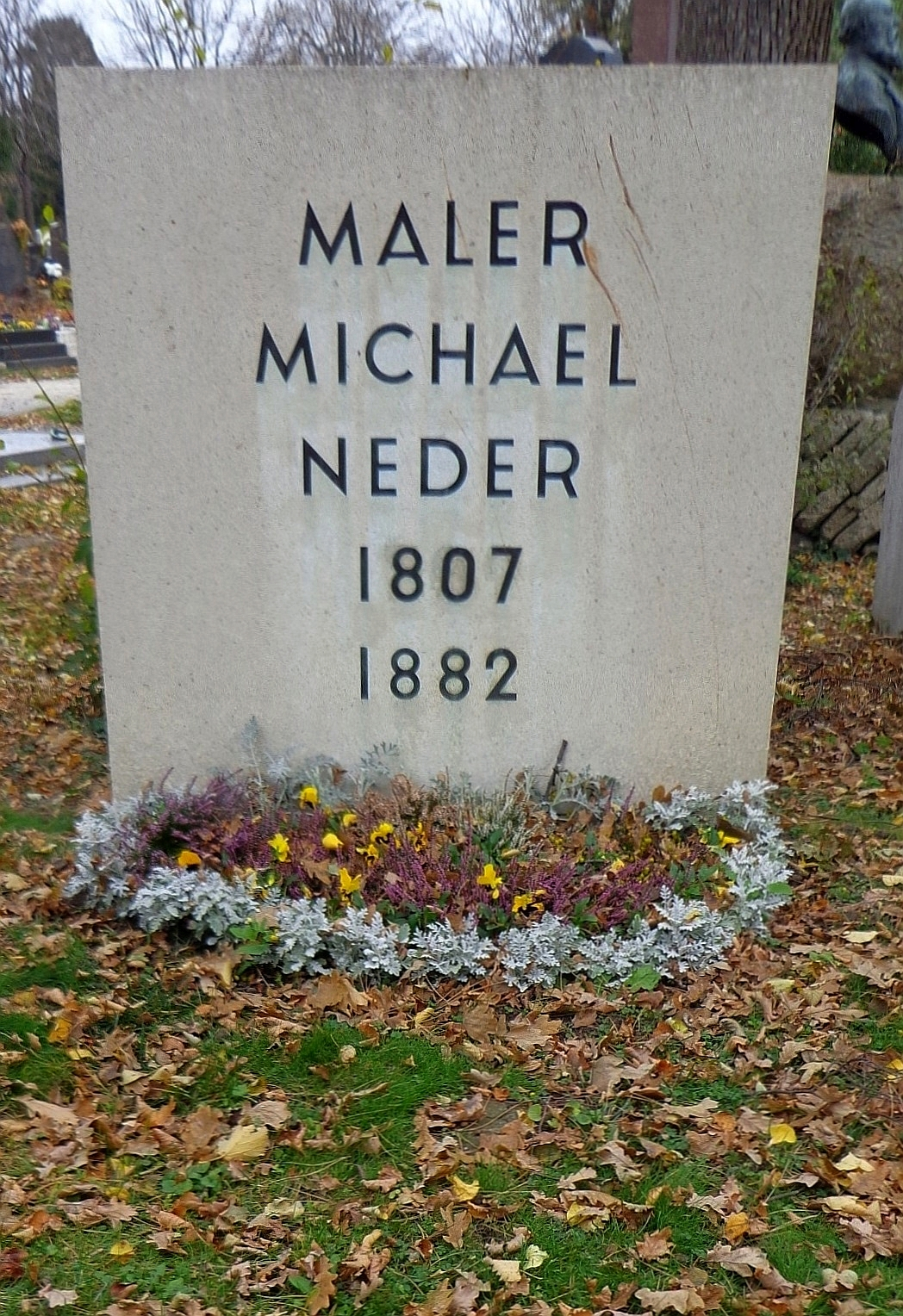
Wiener Zentralfriedhof – Ehrengrab von Johann Michael Neder

Johann Michael Neder (* 29. April 1807 in Wien; † 30. September 1882 ebenda), genannt der „Schustermaler“, war ein österreichischer Maler.

## Leben
Neder wurde im Wiener Vorort Oberdöbling Nr. 100 (heute Döblinger Hauptstraße 73) als Sohn des Schuhmachermeisters Johann Michael Neder und dessen Gattin Maria Anna Hengl geboren. Nachdem er zunächst bei seinem Vater das Schusterhandwerk erlernt hatte, erkannte man das künstlerische Talent Neders, und er besuchte von 1821 bis 1829 die Akademie der bildenden Künste in Wien, wo er Schüler von Karl Gsellhofer war. 1826 erhielt er den Czernin-Preis. 1830 stellte er erstmals in der Akademie aus. Da er an seiner künstlerischen Begabung aber zweifelte, gab er im gleichen Jahr die Malerei auf und arbeitete wieder als Schuster. 
Durch Moritz Daffinger und Friedrich Gauermann ermutigt wandte sich Neder 1834 doch wieder der Kunst zu. 1834/35 machte er eine Reise nach Salzburg und ins Berchtesgadener Land und hielt sich längere Zeit in Kremsmünster auf. 1848 während der Revolution war Neder Leutnant der Nationalgarde. Er lebte in bescheidenen Verhältnissen weiterhin in Wien, nur unterbrochen durch kurze Aufenthalte in Prag und Budapest in den 50er Jahren. 1861–1875 besaß er immerhin ein Haus in Sievering. Neder starb in Obersievering, Hauptstraße 35 (heute Sieveringer Straße neben Nr. 233); das Haus existiert heute nicht mehr. Er erhielt ein Ehrengrab auf dem Wiener Zentralfriedhof. 1910 wurde ihm zu Ehren die Nedergasse in Wien-Döbling benannt.

## Leistung
Johann Michael Neder war ein Volksmaler des Wiener Biedermeier, der in naiv-realistischer Manier Porträts und Genreszenen aus dem Leben der Wiener Vorstädte schuf. Abseits gekünstelter Romantik gilt der zu Lebzeiten umstrittene Maler heute gerade wegen seiner Authentizität als wichtiger Schilderer des Wiener Kleinbürgertums, der neben seinen künstlerischen Qualitäten auch ein dokumentarisches Interesse seiner Zeit beanspruchen darf.

## Rezeption
Das Werk Neders wurde 2013/14 in der Sonderausstellung „Michael Neder – Ohne Kompromisse“ des Wiener Belvedere gewürdigt.

## Werke
- Der Kutscherstreit (Wien, Belvedere), 1828, Öl auf Leinwand, 58×71,5 cm
- Die Ankunft vom Felde (Wien Museum), 1829, Öl auf Leinwand
- Ländliche Szene (St. Pölten, Museum Niederösterreich, Inv. Nr. 7299), 1830, Öl auf Leinwand
- Selbstporträt als „Schustermaler“ (Kremsmünster, Kunstsammlungen), 1832
- Morgentoilette eines Mädchens (Wien, Belvedere), 1836, Öl auf Holz, 35×30 cm
- Der Architekt Franz Jäger mit seiner Gattin Josepha und den Kindern Franz und Franziska (Düsseldorf, Stiftung Museum Kunstpalast, Gemäldegalerie), 1836, Öl auf Holz
- Husaren-Einquartierung in Mödling (Wien, Belvedere), 1836, Öl auf Holz
- Die Heimkehr der Herde (Wien, Belvedere), 1844, Öl auf Holz
- Porträt eines Kochs (St. Pölten, Museum Niederösterreich), 1845, Öl auf Holz, 29,3×23,6 cm
- In der Schenke (Wien Museum), 1847, Öl auf Leinwand
- Josef Welsch (Wien Museum), 1854, Öl auf Leinwand, 29×24 cm
- Anna Welsch, geb. Neder (Wien Museum), 1854, Öl auf Leinwand, 29×24 cm
- Selbstbildnis (Wien, Belvedere), um 1854, Öl auf Leinwand
- Porträt einer Bürgersfrau (Wien, Leopold Museum, Inv. Nr. 311), Öl auf Leinwand, 63,6×50,1 cm
- Porträt Heinrich Welsch, Unterleutnant des Infanterie-Regiments Nr. 44 (Wien, Heeresgeschichtliches Museum), Öl auf Leinwand, 26×21 cm